# Dušan Slobodník
Dušan Slobodník (11 d'abril de 1927, Pezinok – 13 de desembre de 2001, Bratislava) fou un teòric literari, traductor, i home polític eslovac. Fou Ministre de Cultura d'Eslovàquia entre 1992 i 1994, en el primer govern de Vladimír Mečiar. Per la ultradreta radical eslovaca, Slobodník és recordat com a "sinòmim de la lluita dels eslovacs contra l'expansió hongaresa".